# 센타우루스자리 알파 Bb
좌표:  14h 39m 35.0803s, −60° 50′ 13.761″
센타우루스자리 알파 Bb(Alpha Centauri Bb)는 K형 주계열성 센타우루스자리 알파 B 주위를 도는 외계 행성으로, 지구로부터 센타우루스자리 방향으로 약 4.37 광년 떨어진 곳에 있다. 센타우루스자리 알파 Bb는 태양과 비슷한 주계열성을 도는 외계행성 중 가장 지구와 질량이 흡사하며, 지구에서 가장 가까이 있었으나 2016년 발견된 프록시마 b의 발견으로 밀려났다.

## 특징
센타우루스자리 알파 Bb는 어머니 별 중심으로부터 불과 0.04 천문단위(약 600만 킬로미터) 떨어져 있다. 이 거리는 지구와 달 사이 거리의 약 15.6배이다. 가까운만큼 Bb는 어머니 별을 3.236일(3일 5시간 39분 24.5초)에 한 바퀴 돈다. 이렇게 가까운 곳을 돌기 때문에 Bb는 조석 고정 상태가 되어 행성의 한 쪽은 영원한 낮이, 다른 쪽은 영원한 밤이 계속될 것이다. 이 행성 질량의 최솟값은 지구의 1.13배로, 궤도경사각 값을 모르기 때문에 실제 질량이 아닌 질량 하한선만을 알 수 있다. 지구에서 볼 때 Bb는 항성 표면과 우리 시선 사이를 지나가지 않기 때문에 이 별의 정확한 크기, 질량, 대기 상태를 알 수는 없다. 다만 질량을 고려하면 지구형 행성일 가능성이 높다.
센타우루스자리 알파 A와 B는 가장 가까이 접근할 때 8.5AU까지 다가서는데 이 거리는 대략 태양~토성 거리보다 약간 가까운 정도이다. 최근접 거리를 고려할 때 이 행성의 궤도는 짝별 A의 중력으로부터 자유롭다. 두 별이 가장 가까워졌을 때 센타우루스자리 Bb의 하늘에 보이는 A는 -22.5의 밝기로 빛날 것이며 이는 우리가 지구에서 바라보는 태양 밝기의 약 1% 수준이다. 반대로 짝별이 가장 멀어졌을 때는 A는 -20.1 등급까지 어두워진다. Bb의 밤하늘에서 바라본 우리 태양은 겉보기 등급 +0.47로 빛날 것이며 지구에서 바라본 프로키온보다 약간 어둡게 보일 것이다. 만약 우리가 이 행성의 낮의 지역에 서서 하늘을 바라보면 어머니 별 B는 하늘의 한 곳에 정지되어 움직이지 않고 태양 시지름의 22배로 보일 것이며 지구에서 본 태양보다 312.5배 밝게 빛날 것이다(겉보기 등급 -33.1).
표면 온도는 섭씨 1,200도(1,500 켈빈)로, 규산염질 마그마가 녹는 온도보다 뜨겁기 때문에 Bb의 어머니 별을 바라보는 낮의 반구 쪽 표면은 녹아 있을 것이다. 이에 비해 태양계에서 가장 뜨거운 금성 표면 온도는 섭씨 462도(735 켈빈)이다. 이렇게 높은 온도에서 물은 액체 상태로 존재하기 힘들다.
센타우루스자리 알파 항성계를 성진학적 분석, 채층 활동, 항성 자전(자이로연대학) 연구 등을 통해 분석한 결과 우리 태양계보다 조금 더 나이가 많은 것으로 추측되었는데 대략 45억 ~ 70억 년 정도로 측정되었다. 따라서 이 항성계의 일원인 Bb의 나이도 비슷할 것이다.

## 발견
센타우루스자리 알파 B는 시선속도법을 이용하여 지구형 행성을 발견할 유력한 후보로 지목되어 왔는데 그 이유는 첫째, 태양에서 가깝고 둘째, 채층 활동이 A에 비해 상대적으로 없어 조용하며 셋째, 태양보다 질량이 작기 때문이다. 2008년 2월부터 2011년 7월까지 포르토 대학교 천체물리학 센터, 제네바 천문대 멤버가 주축이 된 유럽 천문학자 연구진은 칠레 라 실라 천문대에서 시선속도법을 이용하여 HARPS 망원경으로 센타우루스자리 알파 B를 관측했다. 이들은 B에서 전해지는 행성의 미약한 신호를 찾기 위해 4년간 450회 이상의 측정값을 얻었다. 연구진은 2012년 10월 16일 지구 정도 질량의 행성이 B 주위를 돌고 있다고 발표했다. 더머스크는 다양한 수학적 변환을 통해 여러 잡음(짝별 A에서 나오는 신호, B 표면의 흑점 등)을 제거하고 이 행성의 신호만 남기는 데 성공했다.
 최후로 남은 시선속도 측정치를 통해 작은 행성이 항성에 주기적으로 중력적 영향을 미치고 있음이 나타났다.
이 행성 때문에 어머니 항성 B는 초당 진도 51센티미터(연간 1.8킬로미터)로 흔들리고 있었는데, 이 정도의 힘을 감지한 것은 시선속도법을 이용한 이래 가장 뛰어난 정교함을 보여준 것이다. 이 발견이 잘못된 것일 확률은 1천 분의 1로 측정되었다.
발견 사실이 발표되자마자 피셔와 그녀의 외계행성 탐사진은 체로 톨로로 전미 천문대에서 두 개의 분광기가 별도로 측정한 센타우루스자리 알파 B의 자료를 분석하기 시작했다. 이 분석은 진행 중이다. 이들은 밤하늘에 센타우루스자리가 나타나는 2013년 1월 알파별을 보다 자세히 관측할 예정이다.
센타우루스자리 알파 Bb를 발견한 유럽 관측팀은 현재 어머니 별 앞을 이 행성이 지나가는지 여부를 알아내려 하고 있으며, 허블 우주 망원경 사용을 신청한 상태이다. 만약 Bb가 어머니 별 앞을 통과하는 것이 관측된다면 행성의 지름, 조성물, 대기 상태를 알 수 있을 것이다. 그러나 불행하게도 센타우루스자리 알파 A와 B는 공전주기 내내 지구 관측자가 볼 때 서로 멀리 떨어지지 않고 B는 8년마다 흑점이 많아진다. 따라서 Bb가 B 앞을 통과하는 것을 포착할 확률은 10 ~ 30%에 불과하다.

## 행성 추가 발견 가능성
천문학자들은 센타우루스자리 알파 항성계에 해왕성급 질량 혹은 그 이상 되는 행성은 없다고 결론내렸다. 그러나 센타우루스자리 알파 B는 질량이 작고 조용하며 지구에서 가깝다는 점 때문에 지구 크기만한 외계 행성을 찾을 수 있는 유력 후보였다. NASA 케플러 계획의 관측자료를 통계 및 분석한 결과 질량이 작은 행성은 다중행성계의 일원인 경우가 많았다. 따라서 센타우루스자리 알파 Bb의 형제 행성들이 발견될 가능성은 높다. 스테판 우드리는 Bb와 같이 질량이 작은 지구형 행성이 발견될 경우 그 항성계에는 적게는 2~3개, 많게는 6~7개의 행성급 천체가 존재한다고 주장했다. 그는 짝별 센타우루스자리 알파 A와 센타우루스자리 프록시마도 행성을 거느릴 가능성이 있다고 말했다.
이런 가상의 동반행성들은 Bb보다 어머니 별로부터 먼 곳을 돌고 있을 것이며 현재의 관측기구로는 찾기 힘들 것이다. HARPS 분광계는 초당 30센티미터 시선속도 변화까지만을 감지할 수 있다. 이에 비해 지구가 태양에 미치는 시선속도 변화량은 초당 9센티미터에 불과하다. 만약 센타우루스자리 알파 계(系)의 외계 천문학자가 태양계를 HARPS를 이용하여 역으로 바라본다면 우리 지구를 찾을 수 없을 것이다. 다만 2017년 유럽 우주국의 차세대 분광계 ESPRESSO(에스프레소)가 가동되면 알파 항성계에서 행성을 찾기가 보다 쉬워질 것이다. 에스프레소는 지구와 비슷한 행성을 찾기 위해 특별 제작되었으며 HARPS보다 몇 배 더 정교한 시선속도 측정값을 낼 수 있을 것이다.
센타우루스자리 알파 B의 생물권(0.5~0.9 AU) 내에 행성이 있느냐에 관심이 집중되고 있다. 2009년 컴퓨터 시뮬레이션 결과 가상 행성은 생물권 안쪽 경계인 0.5 AU 부근에서 태어날 가능성이 가장 높았다. 별에서 좀 떨어진 곳에서 행성이 뭉치는 환경을 설명하려면 특별한 가정을 세워야 한다. 예로 만약 센타우루스자리 알파 A와 B가 빽빽한 산개 성단에서 지금보다 멀리 떨어져서 각각 생겨난 뒤 이후 가까이 접근했다고 가정하면 행성이 태어날 수 있는 영역은 보다 넓어질 수 있다.

## 논란
일부 천문학자들은 센타우루스자리 알파 Bb의 존재에 대해 회의적 시각을 보였다. 독일 튀링겐주 천문관측소의 아르티 하체스는 Bb를 발견한 업적을 높이 평가하면서도 정말로 이 행성이 존재하는지에 대하여는 좀 더 지켜봐야 알 수 있다고 말했다. 그는 "상대적으로 크고 복잡한 신호가 있는 상황에서 행성의 존재를 의미하는 신호는 미약하다."라고 말했다. (하체스는 예전에도 미확인행성 글리제 581 g에 대한 논쟁에서 검증되지 않은 자료분석 방법에 대해 비판적 시각을 보인 적이 있다.)
미국 천문학자 데브라 피셔는 하체스보다는 더머스크 연구진의 발견 사실에 더 우호적인 입장을 보였으며 이들의 관측 방법은 신뢰할만 하다고 말했다. 그럼에도 피셔는 추가 관측을 통해 행성의 존재를 검증해야 한다고 강조했다.

## 같이 보기
- 센타우루스자리 프록시마 b